# Arie van der Vlis
Arie van der Vlis, né Adrianus Kornelis van der Vlis le 20 août 1940 à Leeuwarden et mort le 4 juillet 2020 à Rijnsburg était un officier militaire néerlandais, qui a notamment servi comme chef d’état-major de la Défense entre 1992 et 1994.
Proche du pouvoir néerlandais, il a été l’officier militaire le plus haut gradé des Pays-Bas. À ce poste, il a dû prendre la décision du gouvernement d’envoyer des soldats néerlandais lors de la guerre de Yougoslavie. En raison de son apparence, il a été appelé le général souriant par de nombreux soldats.
Après sa carrière militaire, il gagnera une certaine notoriété à la suite de la fusillade d'Alphen-sur-le-Rhin le 9 avril 2011, l'auteur de la tuerie, Tristan Van Der Vlis étant son neveu.

## Biographie

### Enfance et adolescence
Arie van der Vlis est né le 20 août 1940 pendant la Seconde Guerre mondiale, durant que les Pays-Bas étaient sous occupation allemande ; en tant que fils de Kornelis Jan van der Vlis, et de sa femme Jitske Alberda. Il commence sa carrière militaire en 1958, âge de 18 ans, en tant que cadet au sein de l'Académie militaire de Bréda, après quoi il obtiendra son diplôme en 1961, il sera ensuite promu sous-lieutenant.

### Carrière militaire
L'année suivante, en 1962, il deviendra commandant de peloton dans le service de liaison. Des années plus tard, il suit des cours à l’École militaire de La Haye de 1971 à 1973. Il sera ensuite muté à Camberly en Grande-Bretagne en 1973 et à l’US Army War College aux États-Unis en 1983. Son parcours sera ultérieurement suivi par la nomination en tant que commandant du 11e bataillon de troupes de liaison à Schaerberg.
En 1985, il devient brigadier général et commandant de la 12e brigade d’infanterie blindée à Nunspeet. Deux ans plus tard, il est promu major-général et nommé commandant adjoint des forces terrestres, mais également inspecteur du personnel de réserve, trois ans plus tard, il est nommé commandant du 1er corps d’armée au grade de lieutenant-général.
Le 14 mai 1992, il est promu général quatre étoiles et nommé chef d’état-major de la défense. Dans sa fonction de chef d’état-major de la défense, il a dû faire face à la décision du gouvernement néerlandais en 1993 d’envoyer des soldats néerlandais de la brigade aéromobile en ex-Yougoslavie à Srebrenica, alors que lui-même était contre le maintien de la paix, parce qu’à son avis, la brigade aéromobile était trop légèrement armée et mal préparée pour la mission qui s’est terminée de façon dramatique avec la chute de Srebrenica en 1995,.
En août 1994, van der Vlis démissionna de son poste de chef d’état-major, car il ne pouvait pas être d’accord avec le nouvel accord de coalition du nouveau cabinet Kok I, dirigé par Willem Kok. Lors de ses adieux, il a été nommé « Adjudant au service extraordinaire de sa majesté la Reine ». À ce poste, avec un certain nombre d’autres officiers généraux, il a veillé à la mort avec le prince Claus, la princesse Juliana et le prince Bernhard. Même après sa carrière militaire, van der Vlis a donné sa vision du monde militaire à la radio et à la télévision,.

## Dans la culture

### Cinéma
Arie van der Vlis apparait par ailleurs dans la série de fictions belge réalisée par Joost Wynant nommé « Onder Vuur » paru en 2021.

## Poste au sein du conseil d'administration néerlandais
- Membre de l’Institut néerlandais des relations internationales.
- Membre du Conseil consultatif sur les affaires internationales.
- Membre de la Royal Society for the Practice of Martial Science.
- Président du conseil de surveillance du Musée de l’Armée à Delft (2003 - 2010).
- Président du Comité national commémorant la capitulation 1940 de Wageningen (1995 - 2001).
- Membre du Comité de recommandation Stichting Taptoe Katwijk.

## Distinctions

### Décorations néerlandaises
- Ordre du Lion néerlandais.
- Décoration pour longs états de service en tant qu’officier.
- Croix des marches des quatre jours.
- Croix de l'Association royale des officiers de réserve néerlandais pour la tournée de performance militaire.
- École Militaire Supérieure.

### Décorations étrangères
- Legion of Merit.
- Ordre du Mérite de la République fédérale d'Allemagne.